# Wrigley Bluffs
Le Wrigley Bluffs (in lingua inglese: Falesie Wrigley) sono delle falesie o scogliere rocciose, lunghe 7 km e situate 6 km a nord del Monte Cross delle Anderson Hills, nel settore settentrionale del Patuxent Range nei Monti Pensacola, in Antartide. 
La dorsale è stata mappata dall'United States Geological Survey (USGS) sulla base di rilevazioni e foto aeree scattate dalla U.S. Navy nel periodo 1956-66.
La denominazione è stata assegnata dall'Advisory Committee on Antarctic Names (US-ACAN), in onore di Richard J. Wrigley, responsabile delle attrezzature alla Stazione Palmer nell'inverno del 1966.